# Polyethylen

Označení vysokohustotního polyethylenu

Označení nízkohustotního polyethylenu

Polyethylen (PE) je termoplast, který vzniká polymerací ethenu.

## Historie
Poprvé jej syntetizoval Hans von Pechmann v roce 1898 zahříváním diazomethanu. V roce 1933 byla zvládnuta průmyslová syntéza. V roce 1939 byla zahájena průmyslová výroba nízkohustotního – rozvětveného polyetylenu a v roce 1953 byl poprvé syntetizován lineární vysokohustotní polyetylen. Výrobu lineárního stereoregulárního polyethylenu umožnil objev polyinzerce pomocí Zieglerova–Nattova katalyzátoru.

## Rozdělení polyethylenu
| české označení                     | anglické označení                        | zkratka prefixová   | zkratka sufixová |
| ---------------------------------- | ---------------------------------------- | ------------------- | ---------------- |
| ultravysokomolekulární polyethylen | ultra high molecular weight polyethylene | PE-UHMW             |                  |
|                                    | ultra low molecular weight polyethylene  | PE-ULMW nebo PE-WAX |                  |
|                                    | high molecular weight polyethylene       | PE-HMW              |                  |
| polyethylen s vysokou hustotou     | high density polyethylene                | PE-HD               | HDPE             |
|                                    | high density cross-linked polyethylene   | PE-HDXL             |                  |
|                                    | cross-linked polyethylene                | PE-X                | XLPE             |
|                                    | medium density polyethylene              | PE-MD               |                  |
| polyethylen s nízkou hustotou      | low density polyethylene                 | PE-LD               | LDPE             |
|                                    | linear low density polyethylene          | PE-LLD              |                  |
|                                    | very low density polyethylene            | PE-VLD              |                  |

Používají se i české výrazy a označení, například VYLEN: vysoce lehčený polyetylén: Plastový materiál například pro výplně polstrování, jako „pěnovka“ apod.

## Využití
Lze využít polymerace za nízkého tlaku (vznikne polymer s lineárním řetězcem, značka lPE – liten) nebo za vysokého tlaku (vznikne polymer s rozvětveným řetězcem, značka rPE – bralen). Při výrobě lze využít vstřikování a vytlačování.
Je odolný vůči kyselinám i zásadám, použitelný do teploty kolem 80 stupňů Celsia. Vyrábí se z něj smrštitelné fólie, roury, ozubená kola, ložiska, textilní vlákna, nejrůznější hračky, sáčky (mikroten) a elektrotechnická izolace.
Rozlišují se dva základní druhy polyethylenu: PE-LD (s nízkou hustotou) a PE-HD (s vysokou hustotou). PE-HD má vysoký stupeň krystality, což způsobuje jeho vysokou chemickou odolnost a odolnost proti rozpouštědlům. Podmínkou vysokého stupně krystality je linearita a stereoregularita řetězců, čehož se dosahuje při polyinzerci.
PE-HD se používá i při výrobě kompozitního materiálu na bázi dřeva – woodplastic, který se používá jako náhrada dřeva v mnoha oborech.
Polyethylen je v současnosti nejpoužívanějším polymerem na světě. Jeho zásluhou předčila již v roce 1979 produkce plastů celosvětovou výrobu oceli. Jeho roční produkce je odhadována na více než 60 milionů tun.